# Questo impossibile oggetto
Questo impossibile oggetto (Story of a Love Story) è un film del 1973 diretto da John Frankenheimer.